# Bireun Meunsah Tgk Digadong
Bireun Meunsah Tgk Digadong is een bestuurslaag in het regentschap Bireuen van de provincie Atjeh, Indonesië. Bireun Meunsah Tgk Digadong telt 1974 inwoners (volkstelling 2010).